# Гоббато, Уго
Уго Гоббато (итал. Ugo Gobbato; 16 июля 1888, Вольпаго-Монтелло — 28 апреля 1945, Милан) — итальянский инженер и исполняющий директор автомобильной компании Alfa Romeo в 1933—1945 года.
Гоббато получил образование в Германии, где освоил специальность по автомобильному конструированию в Техническом университете Города Цвиккау в Саксонии.
После прохождения военной службы в Итальянской армии в 1915—1918 годах, Уго Гоббато нанялся на работу в «Фиат», где стал первым директором завода в Линготто.
С 1929 по 1931 годы участвовал в создании заводов Фиата в Германии и Испании, а в 1931 году по назначению Джованни Аньелли — в строительстве Первого ГПЗ в Москве, создаваемого при технической помощи компании RIV.
Гоббато вернулся в Италию в 1933 году по причине назначения правительства Италии по реорганизации компании Alfa Romeo в результате её банкротства.
В 1916 году Гоббато женился на Дайанелле и был отцом гонщика Пьера Уго Гоббато (1918—2008).
Он был убит в Милане 28 апреля 1945 года, сразу после Второй мировой войны.